# برنارد فرنانديز
برنارد فرنانديز (بالإنجليزية: Bernard Fernandez)‏ هو لاعب كرة قاعدة أمريكي، ولد في 5 مارس 1918 في تامبا في الولايات المتحدة، وتوفي في 29 نوفمبر 2014 في نورث لاس فيغاس في الولايات المتحدة.